# Quetiapine
Quetiapine (merknaam Seroquel) is een atypisch antipsychoticum dat gebruikt wordt bij profylaxe en behandeling van mensen die lijden aan verschijnselen van een psychose, of bij een zogenaamde bipolaire stoornis.
Quetiapine is op de markt als tabletten (fumaraat) van 25 mg, 100 mg, 200 mg, 300 mg; en als tabletten met gereguleerde afgifte ('XR') van 50 mg, 150 mg, 200 mg, 300 mg, 400 mg. 
De halveringstijd van de gewone tabletten is ongeveer 7 uur.

## Indicaties, risico's en bijwerkingen
Indicaties zijn psychotische verschijnselen, zoals schizofrenie. Quetiapine kan ingezet worden bij de behandeling van een bipolaire stoornis en depressie. Hiernaast wordt het ook wel off-label gebruikt als slaapmedicatie. 
Om de kans op tardieve dyskinesie, een bijwerking die bij langdurig gebruik van hoge doses antipsychotica kan optreden, zo klein mogelijk te maken moet zo laag mogelijk worden gedoseerd.
Quetiapine is een atypisch antipsychoticum. Het veroorzaakt minder bewegingsstoornissen dan de klassieke antipsychotica. Het is, (afgezien van clozapine) het enige antipsychoticum dat in zeer lage dosis kan worden toegepast bij hallucinaties bij de ziekte van Parkinson, wanneer andere maatregelen, zoals vermindering van de Parkinsonmedicatie, behandelen van lichamelijke ongemakken en behandeling met cholinesteraseremmers en clozapine  niet mogelijk of niet effectief zijn.
 
Quetiapine heeft als bijwerking toename van het lichaamsgewicht en een ongunstiger cholesterolprofiel, terwijl diabetes type 2 er moeilijker door vast te stellen wordt. Het risicoprofiel voor hart- en vaatziekten wordt daardoor ongunstiger.

## Interacties
Voorzichtigheid is geboden in combinatie met alcohol of centraal werkende middelen en met middelen die de elektrolythuishouding verstoren of het QTc-interval verlengen. Bij gelijktijdig gebruik van CYP3A4-remmers zoals macrolide antibiotica, imidazool-antimycotica (ketoconazol), hiv-proteaseremmers en grapefruitsap, vindt een aanzienlijke remming plaats van de afbraak van quetiapine; om deze reden is combinatie met een van deze middelen gecontra-indiceerd. Het metabolisme van quetiapine wordt versneld bij gelijktijdig gebruik van CYP3A4-induceerders, fenytoïne, rifampicine en carbamazepine; combinatie met een van deze middelen wordt eveneens afgeraden.

## Wetenswaardigheden
Het patent van AstraZeneca op Seroquel verliep in 2011. In Nederland daalde de prijs met ruim 95%.
In Amerika lopen er duizenden rechtszaken tegen fabrikant AstraZeneca, omdat Seroquel diabetes zou kunnen veroorzaken. Wegens off-label promotie betaalde de firma al 520 miljoen dollar boete.